# Madeleine Arsenault
Pour les articles homonymes, voir Arsenault.
Madeleine Arsenault née le 16 septembre 1947 est une actrice québécoise spécialisée dans le doublage au Québec. Elle est la voix officielle de Jamie Lee Curtis dans ses doublages québécois.

## Filmographie
- 1975 : La Gammick : Rachelle
- 1983 : Rien qu'un jeu : Danseuse

## Doublage (liste partielle)[1]
- 1974 : La Petite Maison dans la prairie : Caroline Ingalls (TV)
- 1980 : Astro, le petit robot : Vivianne (TV)
- 1987 : Les sorcières d'Eastwick : Alexandra Medford
- 1988 : Qui veut la peau de Roger Rabbit (Who Framed Roger Rabbit) de Robert Zemeckis : Dolores
- 1990 : Les Contes d'Avonlea : Muriel Stacy (TV)
- 1994 : Vrai mensonge : Helen Tasker
- 1998 : Mulan : La Marieuse
- 1998 : Halloween H20: 20 ans plus tard : Laurie Strode/Keri Tate
- 1998 : Six jours, sept nuits : Marjorie
- 1998 : L'attrape-parent : Chessy
- 1998 : Scooby-Doo dans l'Île aux Zombies : Simone
- 1998 : À tout jamais : Baronne Rodmilla De Ghent
- 1998 : Caillou : Narratrice #1 (TV)
- 1998 : Le porteur d'eau : Maman de Bobby
- 1999 : Winnie l'ourson : Les saisons du cœur : Maman Gourou
- 1999 : Les violons du cœur : Janet Williams
- 2000 : Le bonheur ou presque : Helen Whittaker
- 2000 : Le dinosaure : Eema
- 2000 : Le film de Tigrou : Maman Gourou
- 2000 : Qui a tué Mona ? : Rona Mace
- 2001 : Blonde et légale : Professeur Stomwell
- 2001 : Monstres, Inc. : Voix du simulateur
- 2002 : Halloween : La résurrection : Laurie Strode
- 2003 : Un vendredi dingue, dingue, dingue : Tess Coleman
- 2004 : Le Village : Alice Hunt
- 2004 : Mulan II : La Marieuse
- 2005 : Winnie l'ourson et l'Éfélant : Maman Gourou
- 2006 : Serpents à bord : Grace
- 2006 : Sur les traces du Père Noël 3 : La Clause Force Majeure : Sylvia Newman
- 2007 : Dan face à la vie : Nana Burns
- 2008 : Passagers : Toni
- 2009 : La guerre des mariées : Marion St. Claire
- 2009 : L'entité : Sofi Kozma
- 2009 : Cœur d’encre : Elinor Loredan
- 2009 : Terminator Rédemption : Virginia
- 2009 : Confessions d'une accro du shopping : Lady Mansfield
- 2009 : Ailleurs nous irons : Lily
- 2009 : La Véritable Precious Jones : Mme Lichtenstein
- 2010 : La Saint-Valentin : Susan
- 2010 : Robin des bois : Éléonore d'Aquitaine
- 2010 : Nouvelle espèce : Joan Chorot
- 2010 : Encore toi ! : Gail
- 2010 : Burlesque de Steve Antin : Tess
- 2011 : Le Chihuahua de Beverly Hills 2 : Tante Viv
- 2011 : La coloc : Alison Evans
- 2011 : Insidieux : Elise Rainier
- 2011 : Green Lantern : Dre Waller
- 2011 : Winnie l'ourson : Maman Gourou